# Uzbekistan ai XX Giochi olimpici invernali
L'Uzbekistan ha partecipato ai XX Giochi olimpici invernali di Torino, che si sono svolti dal 10 al 26 febbraio 2006, con una delegazione di 4 atleti.

## Pattinaggio di figura
| Gara                  | Atleta                       | Obbligatorio | Obbligatorio | Breve/Originale | Breve/Originale | Libero          | Libero          | Totale          | Totale |
| Gara                  | Atleta                       | Punti        | Pos.         | Punti           | Pos.            | Punti           | Pos.            | Punti           | Pos.   |
| --------------------- | ---------------------------- | ------------ | ------------ | --------------- | --------------- | --------------- | --------------- | --------------- | ------ |
| Individuale femminile | Anastasia Gimazetdinova      |              |              | 38,44           | 29              | Non qualificata | Non qualificata | Non qualificata | 29     |
| Gara a coppie         | Marina Aganina Artem Knyazev |              |              | 44,02           | 15              | 75,53           | 17              | 119,55          | 15     |

## Sci alpino
| Gara   | Atleta         | 1° manche | 2° manche | Tempo totale | Posizione |
| ------ | -------------- | --------- | --------- | ------------ | --------- |
| Slalom | Kayrat Ermetov | 1'13"19   | 1'07"69   | 2'20"88      | 46        |